# Katherine Kelly
Pour les articles homonymes, voir Kelly.
Katherine Kelly est une actrice britannique née le 19 novembre 1979 à Barnsley.

## Biographie
Katherine Kelly est née le 19 novembre 1979 à Barnsley, Angleterre. Elle a une sœur, Grace Kelly, elle aussi actrice.
Elle a étudié à la Royal Academy of Dramatic Art, Londres.

### Vie privée
Elle est mariée depuis 2013 à Ryan Clark. Ils ont deux filles, Orla Rae Kelly-Clark, née en 2014 et Rose Christie Clark, née en 2016.

## Carrière
Elle début sa carrière en 2003 dans les séries Last of the Summer Wine, Affaires non classées et le téléfilm Sons and Lovers, adapté du roman homonyme. L'année suivante, elle tourne dans un épisode de The Royal.
Mais ce n'est qu'à partir de 2006, où elle obtient un rôle important dans la série Coronation Street, un soap opéra britannique où elle restera pendant six ans. Entre-temps, on a pu la voir dans le film Mischief Night de Penny Woolcock et la série Life on Mars (entre autres).
En 2012, après son départ de Coronation Street, elle revient au cinéma dans National Theatre Live : She Stoops to Conquer de Jamie Lloyd. L'année d'après, elle retrouve un rôle à la télévision dans Mr Selfridge.
En 2015, elle joue dans The Secret River. Puis on la retrouve en 2016 dans plusieurs séries : Happy Valley, The Night Manager (avec Tom Hiddleston, Olivia Colman, Hugh Laurie et Elizabeth Debicki), Class et Him.
En 2017, elle joue dans Strike Back, jusqu'à l'année suivante. Après cela, elle tourne dans Gentleman Jack, Flack (avec Anna Paquin), Obsession et la série Netflix Criminal : Royaume-Uni. Au cinéma, elle est présente dans deux films : Dirty God de Sacha Polak et Kat and the Band de E.E. Hegarty.
En 2020, elle est présente aux côtés de Keira Knightley dans Official Secrets de Gavin Hood et joue dans la saison 2 de Liar : la nuit du mensonge.

## Filmographie

### Cinéma
- 2006 : Mischief Night de Penny Woolcock : Jane, une junkie
- 2012 : National Theatre Live : She Stoops to Conquer de Jamie Lloyd : Miss Hardcastle
- 2019 : Dirty God de Sacha Polak : Lisa
- 2019 : Kat and the Band de E.E. Hegarty : Liz Malone
- 2020 : Official Secrets de Gavin Hood : Jacqueline, une agent du MI6

#### Court métrage
- 2019 : Affection de Simon Warwick Green : Pauline

### Télévision

#### Séries télévisées
- 2003 : Last of the Summer Wine : Sharlene
- 2003 : Affaires non classées (Silent Witness) : Tina Allen
- 2004 : The Royal : Tina Binnington
- 2005 : Bodies : Sally Campbell
- 2006 : No Angels : Annie
- 2006 - 2012 : Coronation Street : Becky Granger-McDonald (704 épisodes)
- 2007 : New Street Law : Rebecca
- 2007 : Life on Mars : Tante Heather
- 2007 : The Visit : Julie
- 2013 : The Field of Blood : Maloney
- 2013 : Qui a tué mon fils ? (The Guilty) : Claire Reid
- 2013 - 2014 : Mr Selfridge : Lady Mae (30 épisodes)
- 2015 : The Secret River : Mme Webb
- 2016 : Happy Valley : Jodie Shackleton  (6 épisodes)
- 2016 : The Night Manager : Une secrétaire (3 épisodes)
- 2016 : Class : Ardath Quill (8 épisodes)
- 2016 : Him : Hannah  (3 épisodes)
- 2017 - 2018 : Strike Back : Jane Lowry (9 épisodes)
- 2019 : Gentleman Jack : Elizabeth Sutherland (7 épisodes)
- 2019 : Flack : Brooke (1 épisode)
- 2019 : Obsession (Cheat) : Leah (4 épisodes)
- 2019 : Criminal : Royaume-Uni (Criminal : UK) : Natalie Hobbs (7 épisodes)
- 2020 : Liar : la nuit du mensonge (Liar) : Inspectrice Karen Renton (6 épisodes)
- 2022 : Bloods : George (10 épisodes)
- 2023 : Black Ops : Kirsty (2 épisodes)
- 2023 : Ruby Speaking : Vicki (6 épisodes)
- 2023 : Border Control : Sweden : la narratrice (VO)
- 2023 : The Long Shadow : Emily Jackson (1 épisode)
- 2024 : Mr Bates vs The Post Office : Angela Van Den Bogerd (3 épisodes)
- 2024 : The Crow Girl : Sophia Craven

#### Téléfilms
- 2003 : Sons and Lovers de Stephen Whittaker : Emily
- 2012 : Best Possible Taste : The Kenny Everett Story de James Strong : Lee Everett-Alkin
- 2013 : The Last Witch de Robin Sheppard : Alice Lister
- 2015 : The Sound of Music Live de Coky Giedroyc et Richard Valentine : La Baronne Elsa Schraeder